# Conus thomae
Espèce
Statut de conservation UICN

 LC  : Préoccupation mineure
Conus thomae est une espèce de mollusques gastéropodes marins de la famille des Conidae.
Comme toutes les espèces du genre Conus, ces escargots sont prédateurs et venimeux. Ils sont capables de « piquer » les humains et doivent donc être manipulés avec précaution, voire pas du tout.

## Description
La taille de la coquille varie entre 55 mm et 97 mm. La coquille étroite est blanchâtre, entourée de nombreuses teintes de taches carrées et de tirets de brun-orange, formant souvent deux ou trois larges bandes par leur rapprochement. 

## Distribution
Cette espèce marine est présente dans l'Océan Indien et au large des Moluques et des Philippines.

### Niveau de risque d’extinction de l’espèce
Selon l'analyse de l'UICN réalisée en 2011 pour la définition du niveau de risque d'extinction, cette espèce est présente dans la partie sud des Philippines et le long des îles Moluques et est commune dans les eaux profondes. Il n'y a pas de menaces majeures connues pour cette espèce. Elle est classée dans la catégorie préoccupation mineure.

## Taxonomie

### Publication originale
L'espèce Conus thomae a été décrite pour la première fois en 1791 par le naturaliste et chimiste allemand Johann Friedrich Gmelin dans « Systema Naturae Linneaeus (ed) Ed 13 »,.

### Synonymes
- Conus (Darioconus) thomae Gmelin, 1791 · appellation alternative
- Conus jousseaumei Couturier, 1891 · non accepté
- Conus omaicus Hwass, 1792 · non accepté
- Darioconus magoides (Melvill, 1900) · non accepté
- Strategoconus thomae (Gmelin, 1791) · non accepté
- Thalassiconus thomae (Gmelin, 1791) · non accepté